# Johann Christoph Friedrich GutsMuths

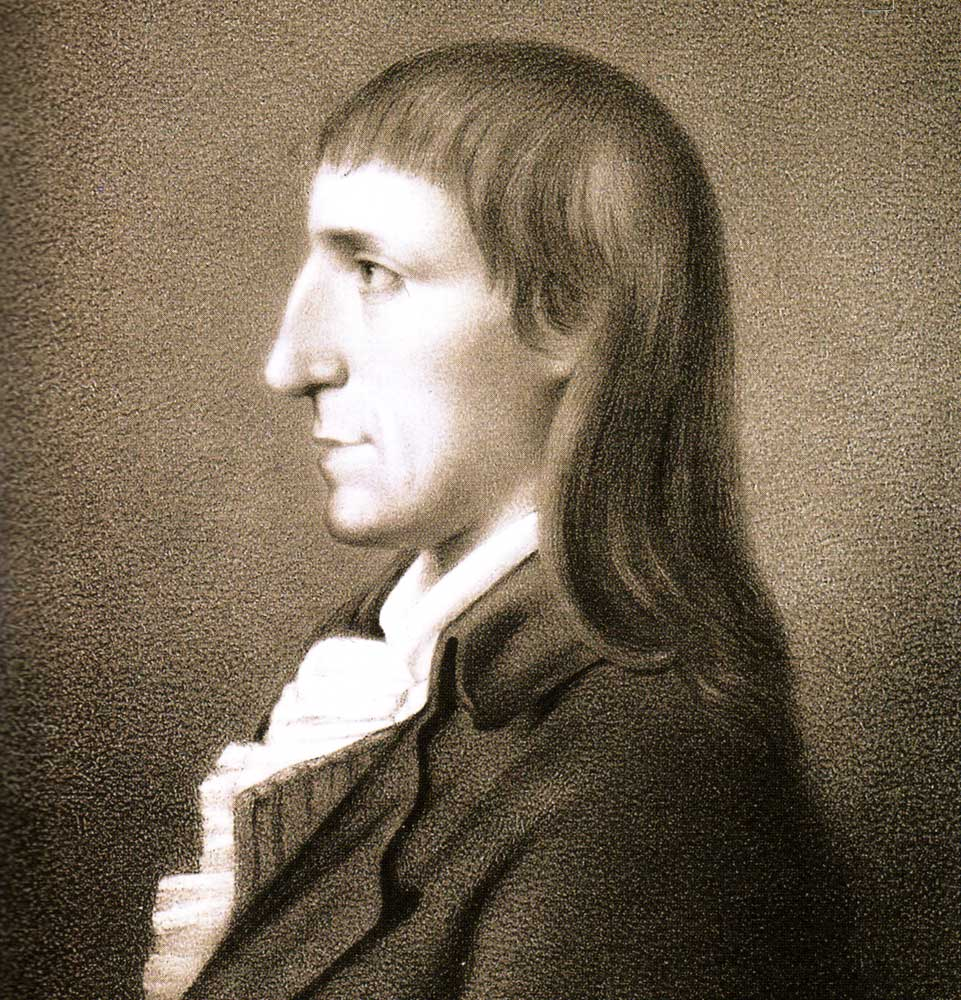
Johann Christoph Friedrich GutsMuths

Johann Christoph Friedrich GutsMuths, ook wel Guts Muths of Gutsmuths (Quedlinburg, 9 augustus 1759 - Ibenhain, 21 mei 1839) was een Duitse leraar en pedagoog, en is vooral bekend geworden om zijn rol in de ontwikkeling van de lichamelijke oefening.
GutsMuths benadrukte de lichamelijke ontwikkeling van leerlingen. Hij vestigde de aandacht op pedagogische waarde van de lichamelijke oefening. Omdat mensen vanuit zichzelf op latere leeftijd niet zullen leren zwemmen vond hij dat zwemles een deel van de volksopvoeding moest worden. Hij wilde een compromis vinden tussen het natuurlijk drijfvermogen van de mens en bovenblijven. Het bovenblijven bestaat uit de bewegingen die het zinken tegengaan. Deze bewegingen zijn vóór GutsMuths al beschreven door de Duitser Halloren en staan hierdoor ook wel bekend als de methode van Halloren. 
Deze samensmelting ontaardde in de 'kikkermethode'. Genoemd naar de kikker bestaat de slag uit 3 fasen. Intrekken van de benen, spreiden en krachtig sluiten. De armen werden gestrekt gehouden met de handen vlak zodat er, door de frontale weerstand, drijfvermogen ontstond. GutsMuths liet deze slag eerst op het droge oefenen. Hierbij stelde hij het gebruik van het vijfhoekige bankje voor. Iets wat je in sommige zwembaden nog wel ziet staan. 
In 1798 publiceerde hij zijn Kleines Lehrbuch der Schwimmkunst zum Selbstunterrichte: Enthaltend eine vollständige praktische Anweisung zu allen Arten des Schwimmens nach den Grundsätzen der neuen Italienischen Schule des Bernardi und der älteren Deutschen, een boekje van 124 pagina's waarin hij meerdere zwemtechnieken beschreef (een aantal borst-, rug- en zijslagen) en ook duik- en sprongtechnieken; onder meer beschreef hij het Seitenschwimmen, dat al in de klassieke oudheid werd beschreven en waarvan de huidige (militaire) combat side stroke (CSS) van de Amerikaanse Navy SEALs afgeleid is. 